# Nebo NLO-a

Nebo NLO-a je hrvatski dokumentarni film. Snimljen je u produkciji HRT-a 2003. godine. Redatelj je Mislav Hudoletnjak. Urednik i scenarist je Krešimir Mišak. Emitiran je siječnja 2004. godine. Traje 60 minuta. Ufološke je tematika. U dokumentarcu su prilozi iz prijašnjih emisija Na rubu znanosti o NLO-ima te nova snimljena građa poput intervjua s očevicima i istraživačima iz Hrvatske. Zbog velike gledanosti, na forumima i Usenetu bio je često komentiran pa je emisija stekla još veću popularnost. Na filmu su surađivali Giuliano Marinković, Miro Branković. Voditelj u filmu je Krešimir Mišak. Producent znanstveno-obrazovnog programa Miro Mioč. Organizatorica Denisa Šuman Ščurić. Stručni suradnici Stjepan Gjurinek, Giuliano Marinković i Goran Ergović. Suradnik Mladen Iličković. Grafička obrada Nenad Galić. Rasvjeta Goran Vrščak, Krešimir Bernarth i Zoran Pisačić. Tonski snimatelji Zvonimir Poljak, Boris Brigljević i Tomislav Višal. Mikroman Damir Matijević. Snimatelji Karmelo Kursar, Miljenko Brigljević, Vladimir Klasnić, Krešo Vlahek i Davor Marić. Tekst čitali Marinko Leš, Matija Lovrec, Mirela Matković i Drago Celizić. Glazba Maro Market i Krešimir Mišak. Montala Nikola Bišćan. Tonska obrada Ruben Albahari. Asistentica redatelja Irena Plavec. Urednica Re